# Liste der Official State Shells der Bundesstaaten der Vereinigten Staaten
Einige Bundesstaaten der Vereinigten Staaten deklarieren offiziell Muschel- oder Schneckengehäuse als Official state shells. Diese gelten als bundesstaatliche Wahrzeichen in den jeweiligen Bundesstaaten der Vereinigten Staaten. Als erster Bundesstaat führte North Carolina eine Muschel als Wahrzeichen ein (1965), gefolgt von Florida (1969).

## Alabama

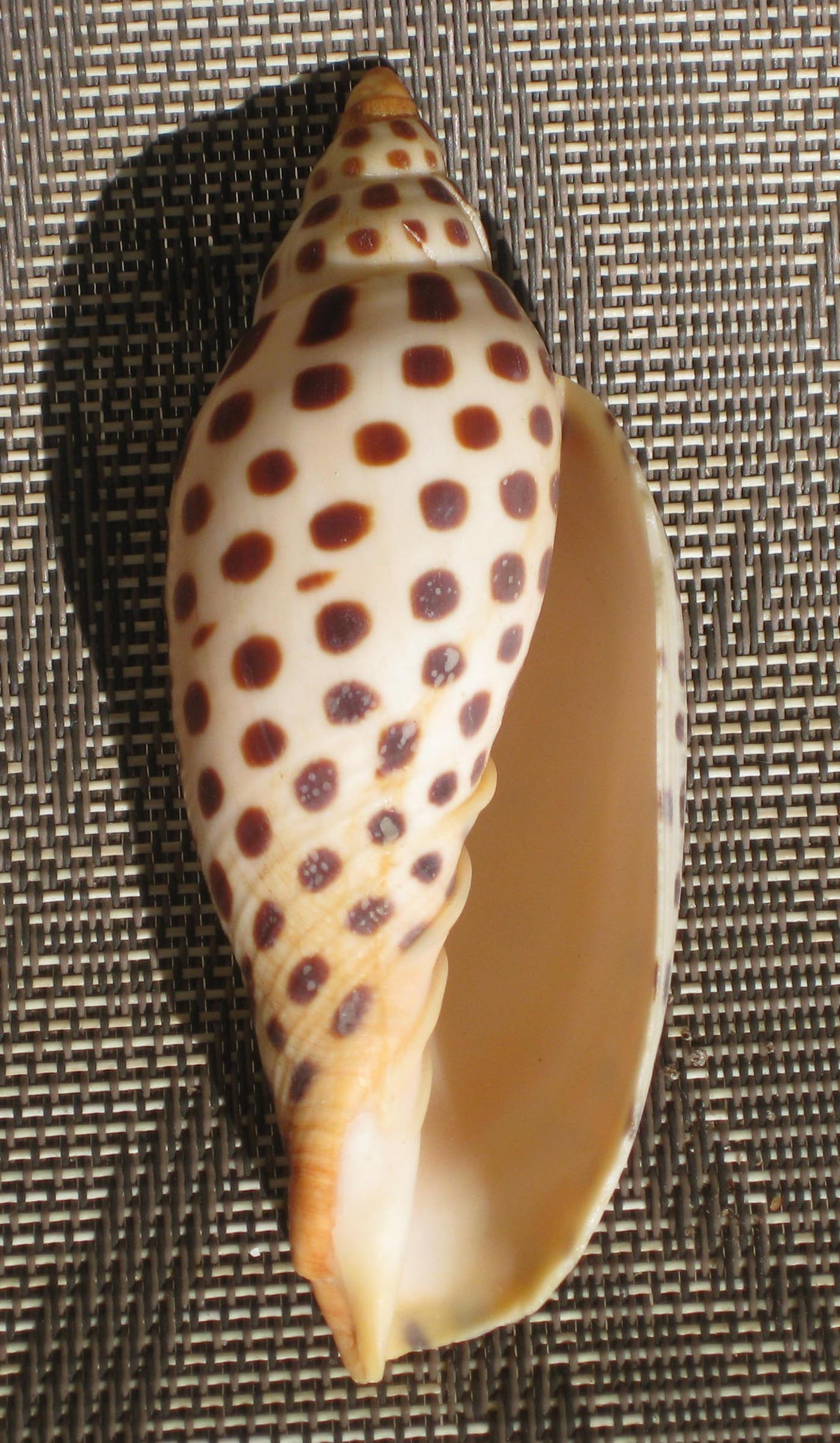
Scaphella junonia johnstoneae

Die Muschel Scaphella junonia (lateinisch Scaphella junonia johnstoneae) wurde 1990 mit Act Nummer 90-567 als Staatssymbol von Alabama eingeführt. Der entsprechende Akt wurde im Code of Alabama in der Section 1-2-27 State shell niedergeschrieben:

“The Scaphella junonia johnstoneae is hereby designated as the official shell of the State of Alabama.”

Sie ist hauptsächlich im Golf von Mexiko zu finden.

## Connecticut

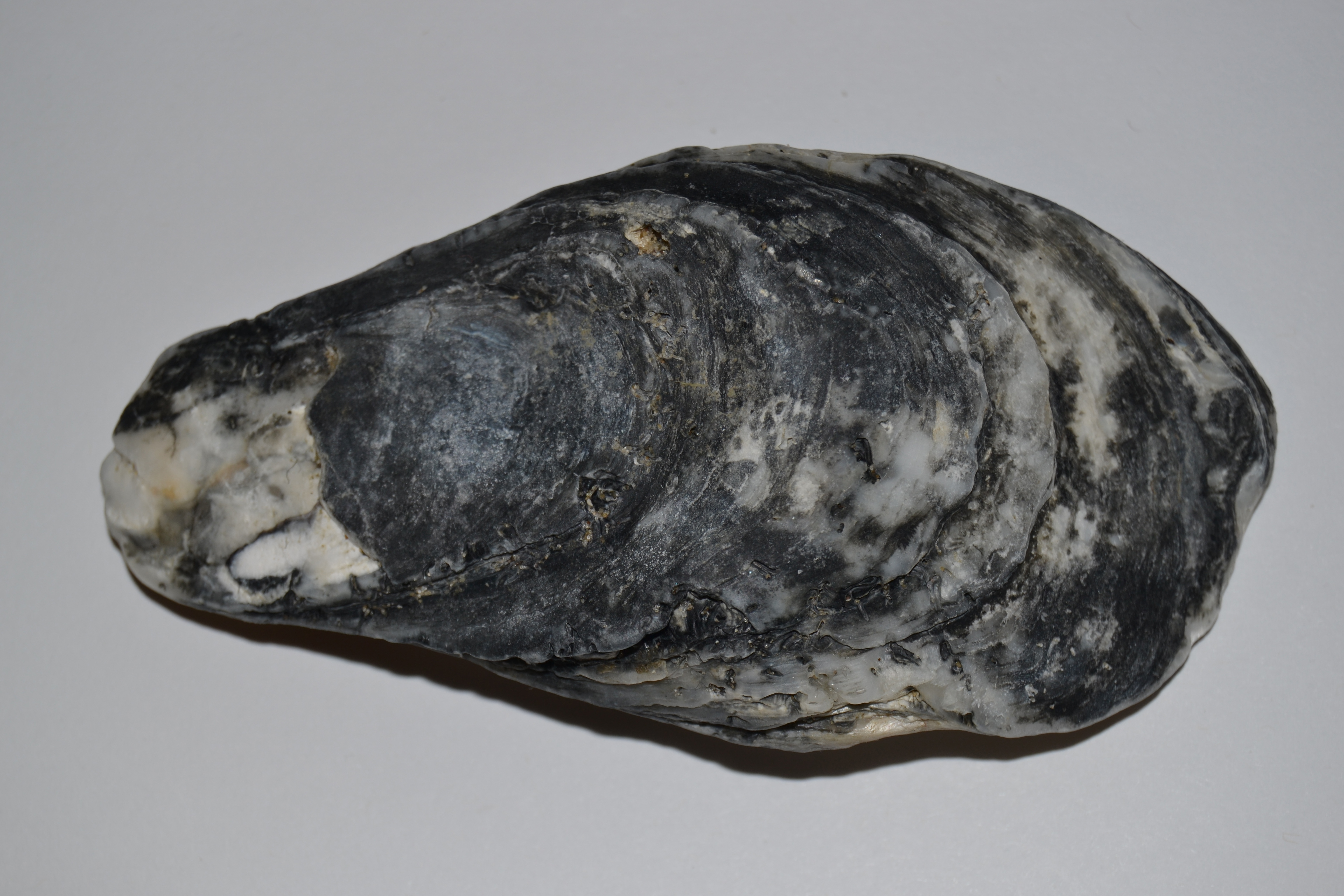
Crassostrea virginica

Ebenso wie Mississippi und Virginia ist auch in Connecticut das Staatssymbol des Staates seit 1989 die Amerikanische Auster (lateinisch Crassostrea virginica). Hintergrund ist der hohe Konsum der Austern im frühen 18. Jahrhundert. Bis ins späte 19. Jahrhundert wuchs die Industrie rasant an.

“The Eastern oyster, Crassostrea virginica, shall be the state shellfish.”

## Delaware

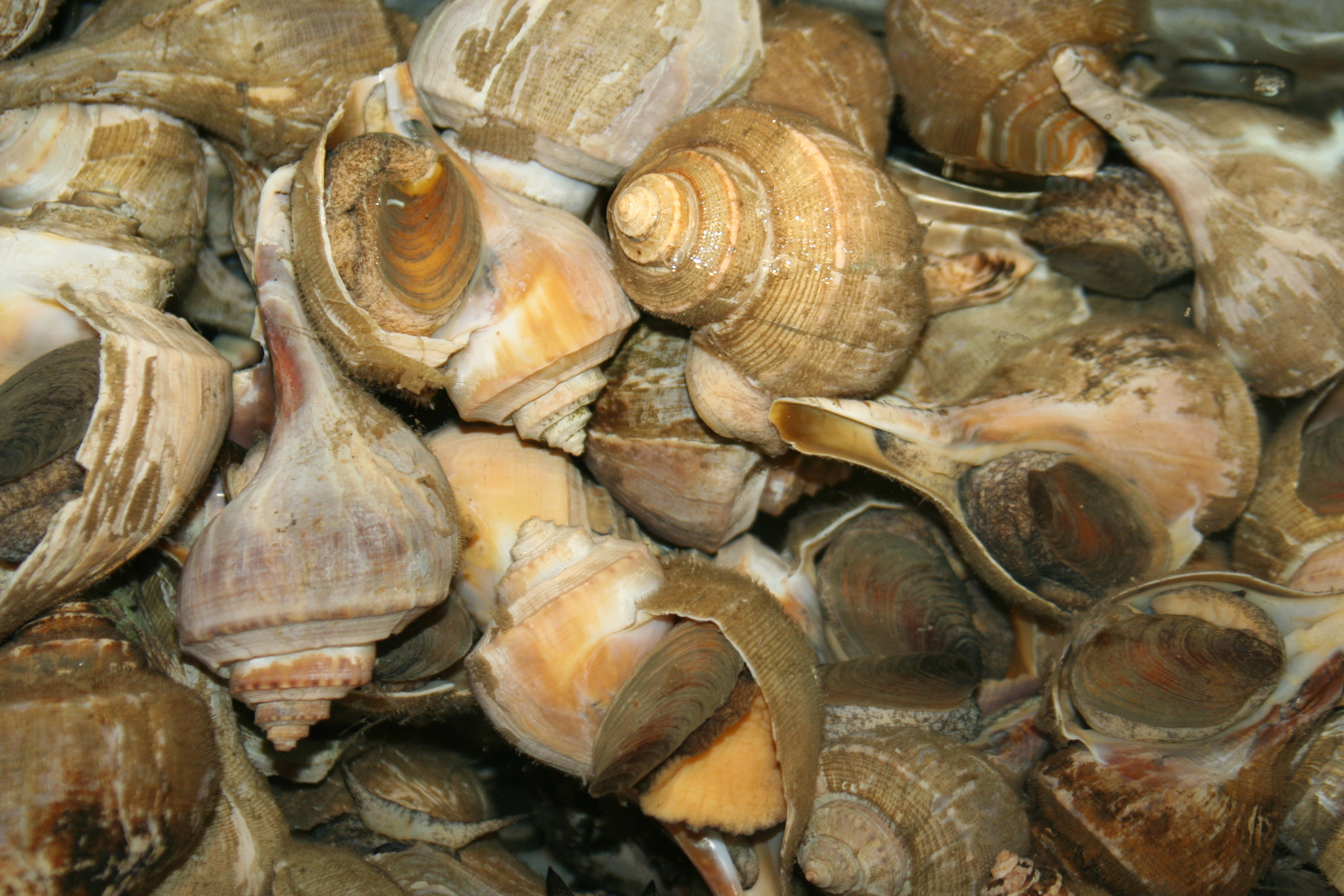
Busycotypus canaliculatus

Die Gekrönte Feige (lateinisch Busycotypus canaliculatus) ist die Staatsmuschel von Delaware. Sie wurde am 6. Mai 2014 als solche eingeführt. Im verabschiedeten Gesetz heißt es, dass Muschel zur Schönheit der Meeresstrände, als auch zur Ökonomie beiträgt.

„The shell of the channeled whelk (Busycotypus canaliculatus) shall be the official shell of the State.“

## Florida

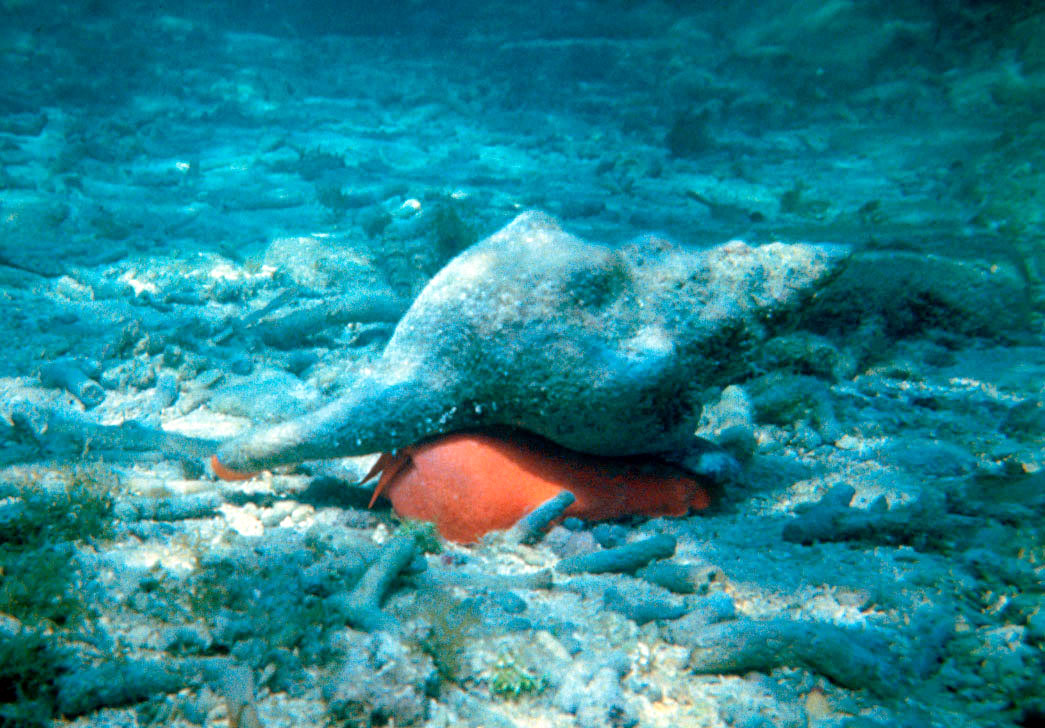
Triplofusus giganteus

Floridas Staatsmuschel ist die Triplofusus giganteus. Sie wurde 1969 als Symbol eingeführt. Die Muschel kommt vor allem in Floridas Küstenregionen vor.

„The horse conch, which is also known as Pleuroploca gigantea, and sometimes as the giant band shell, a shell native to the marine waters surrounding the State of Florida, is hereby designated as the Florida state shell.“

## Georgia

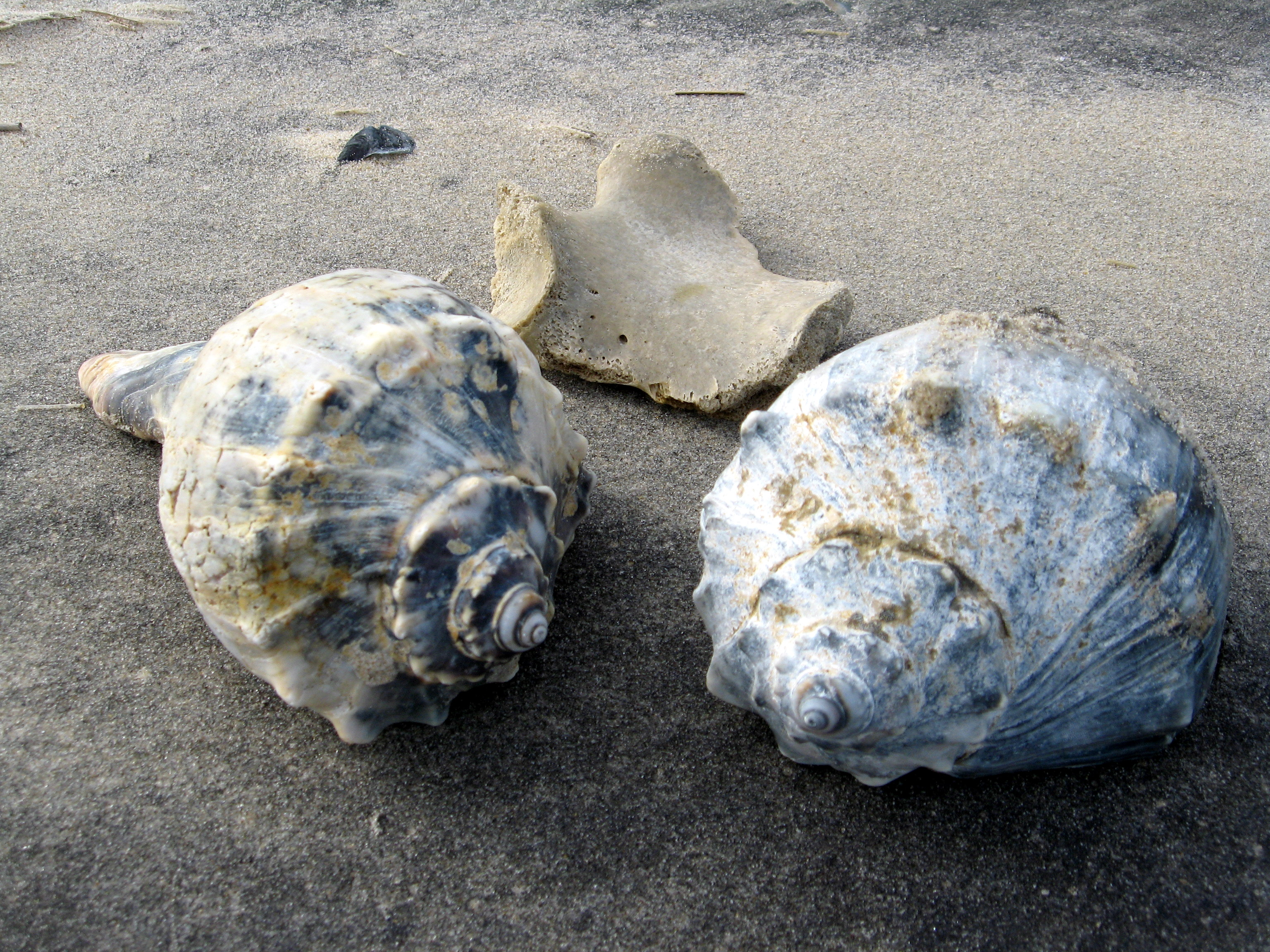
Busycon carica

Der Bundesstaat Georgia hat am 16. April 1987 die Busycon carica als Wahrzeichen bestimmt. Im Gesetz wurde die Handlung damit begründet, dass die Muschel an der ganzen Küste von Georgia vorkommt und die Besucher einen weiteren Anreiz für den Besuch der Küste bekommen. Anders als in anderen Bundesstaaten, wurde die Muschel als Wahrzeichen nicht in die Verfassung aufgenommen.

## Massachusetts

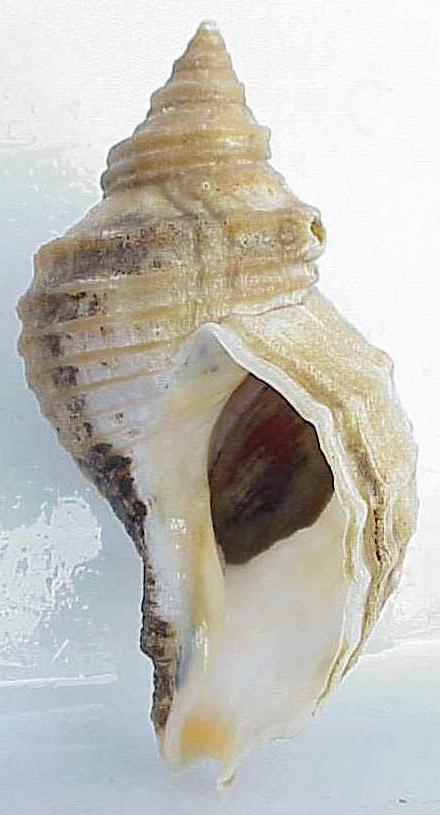
Neptunea lyrata decemcostata

Die Muschel Neptunea lyrata decemcostata wurde am 26. Juni 1987 ein Wahrzeichen von Massachusetts. Großen Anteil an dieser Entscheidung hatte der Boston Malacological Club.

„The New England neptune (neptunea lyrata decemcostata) shall be the shell of the commonwealth.“

## Mississippi

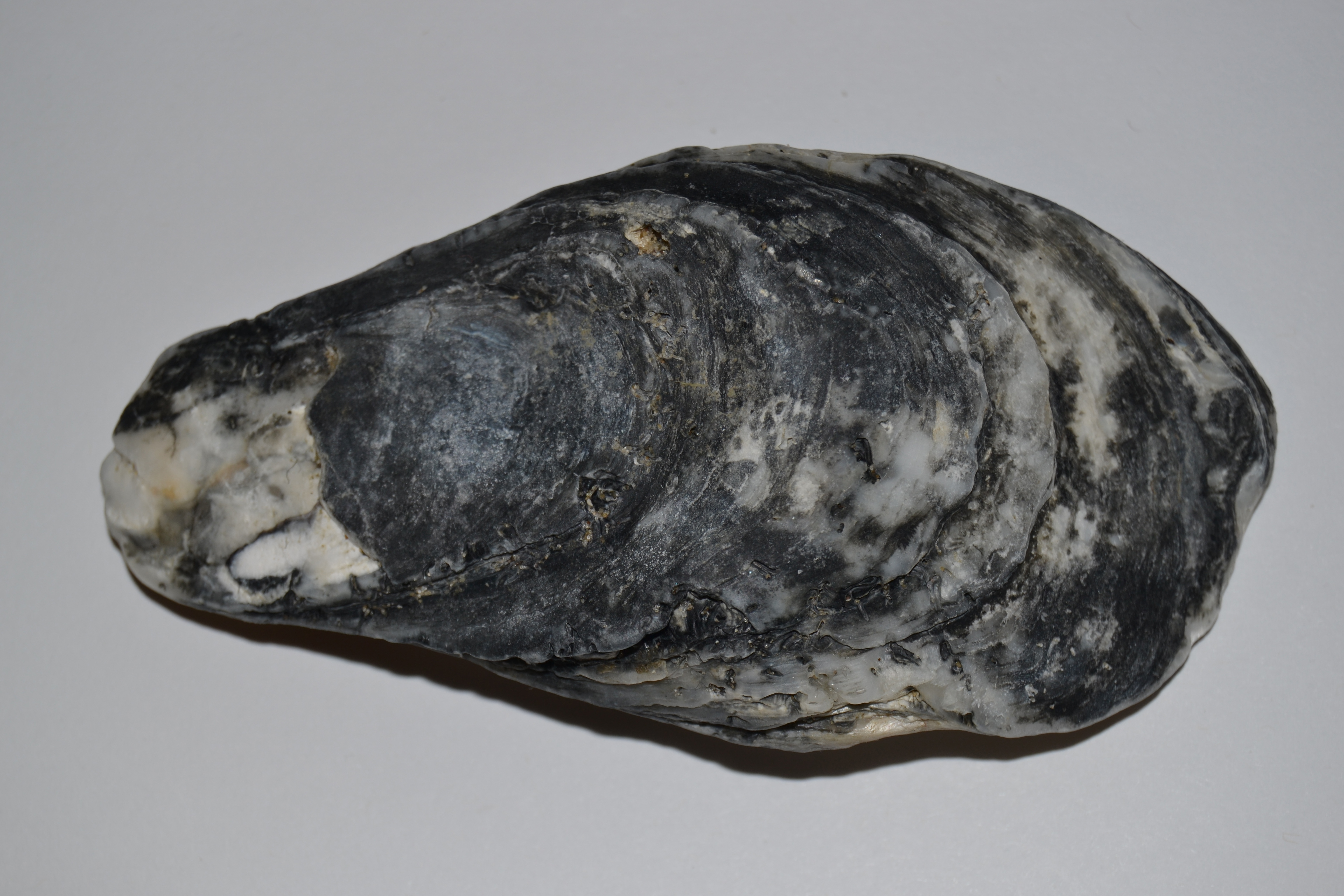
Crassostrea virginica

Ebenso wie Connecticut und Virginia hat auch Mississippi die  Amerikanische Auster (lateinisch Crassostrea virginica) als Wahrzeichen. Sie wurde am 12. April 1974 als solches eingeführt. Sie ist im an Mississippi angrenzenden Golf von Mexiko zu finden.

„The oyster shell is hereby designated the state shell of Mississippi.“

## New Jersey

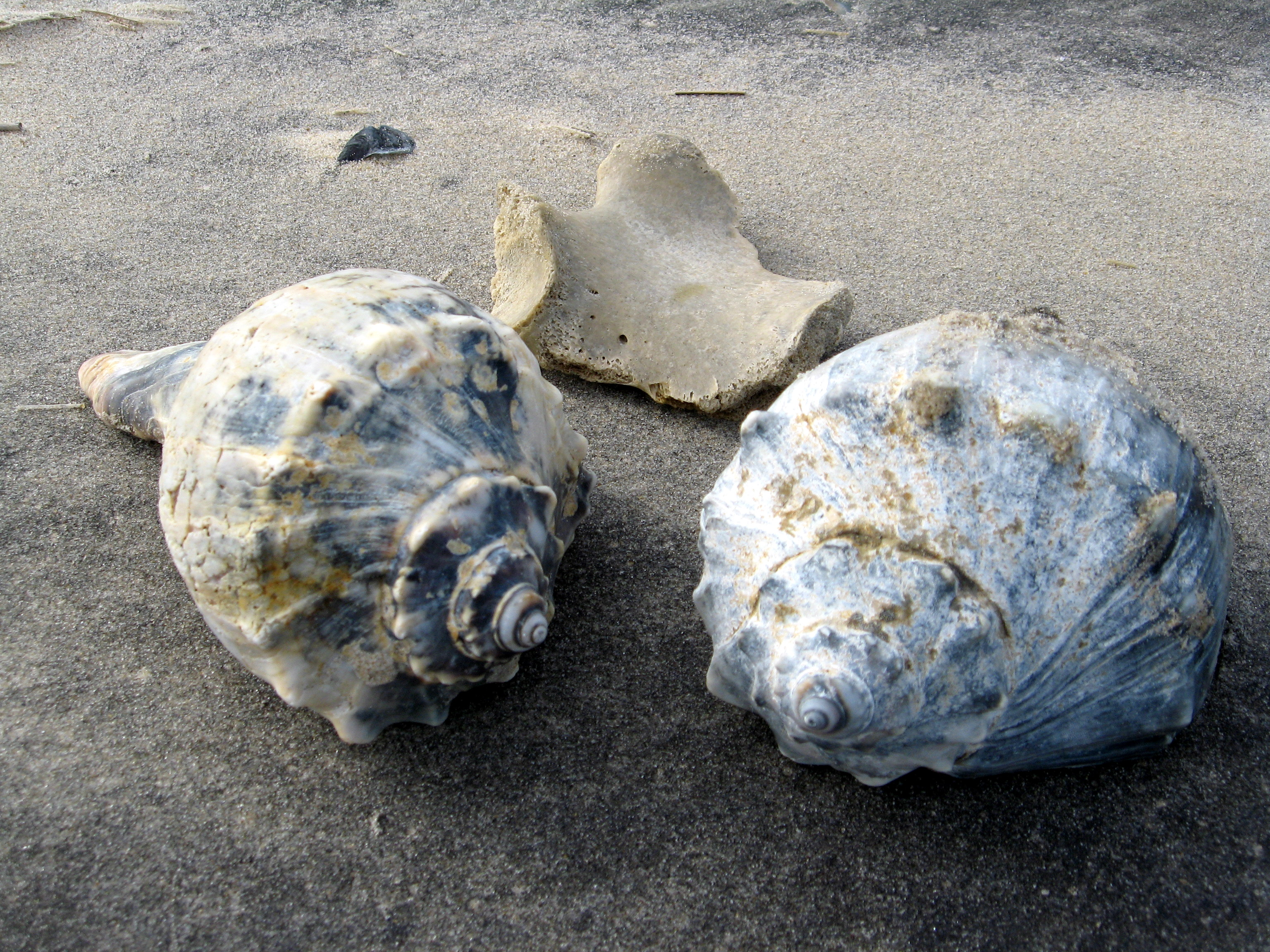
Busycon carica

Auch im Staat New Jersey wurde die Muschel Busycon carica als Wahrzeichen bestimmt. Dies geschah durch Unterzeichnung des Aktes durch die damalige Gouverneurin Christine Todd Whitman am 13. April 1995. Die Muschel ist an allen Stränden von New Jersey zu finden.

„The shell of the knobbed whelk (busycon carica (gmelin)) is designated the New Jersey State Shell.“

## New York

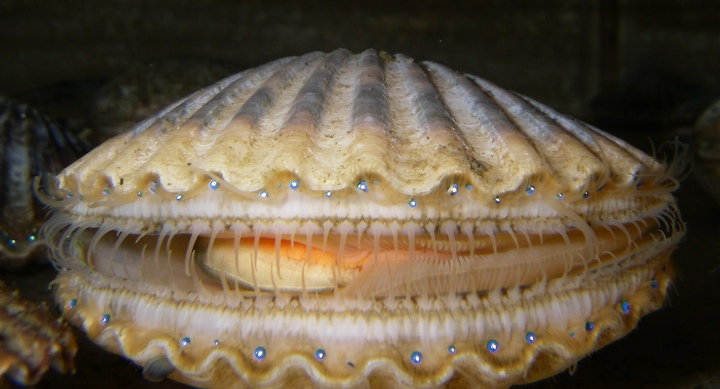
Argopecten irradians

Das New Yorker Parlament hat die Muschel Argopecten irradians 1988 zum Wahrzeichen erklärt.

„The  bay scallops (argopecten irradians) shall be the official shell of the state of New York.“

## North Carolina

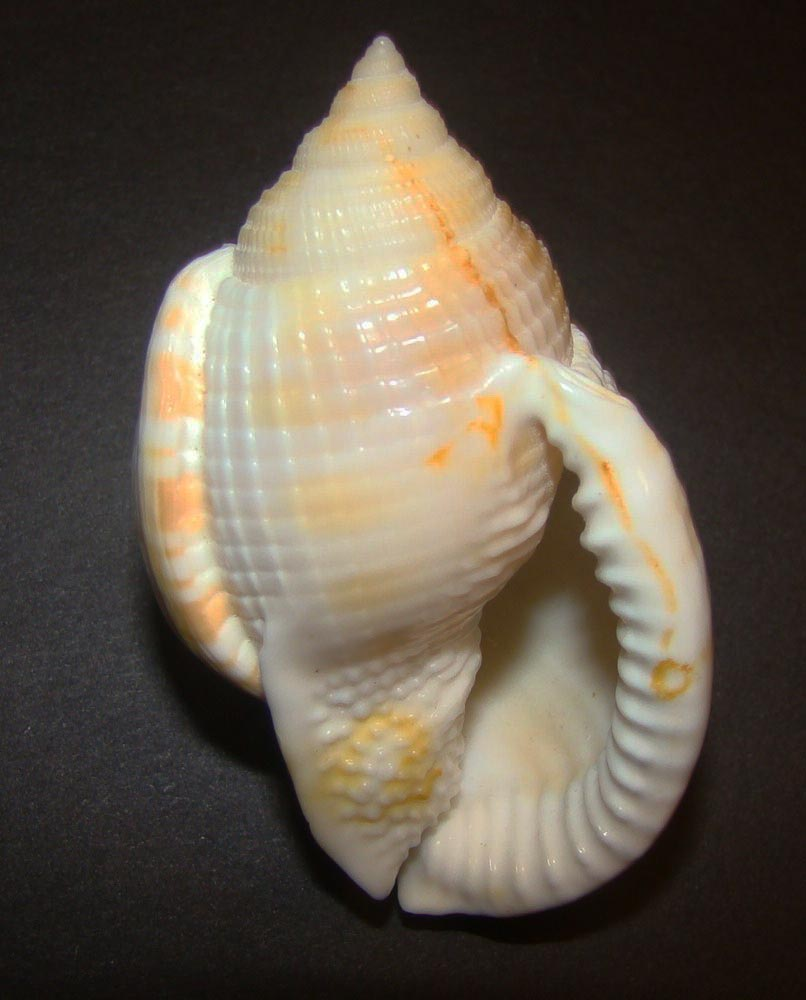
Semicassis granulata

25. Mai 1965 hat man die Semicassis granulata (englisch Scotch Bonnet) zur offiziellen Staatsmuschel erklärt. Damit war North Carolina der erste Bundesstaat. Die Muschel wurde von Moncie Daniels vorgeschlagen und solle den Schotten Tribut zollen, welche in North Carolina ihre neue Heimat gefunden haben. Bei der Muschel handelt es sich um eine sehr seltene.

„The Scotch bonnet is hereby adopted as the official State shell of the State of North Carolina.“

## Oregon

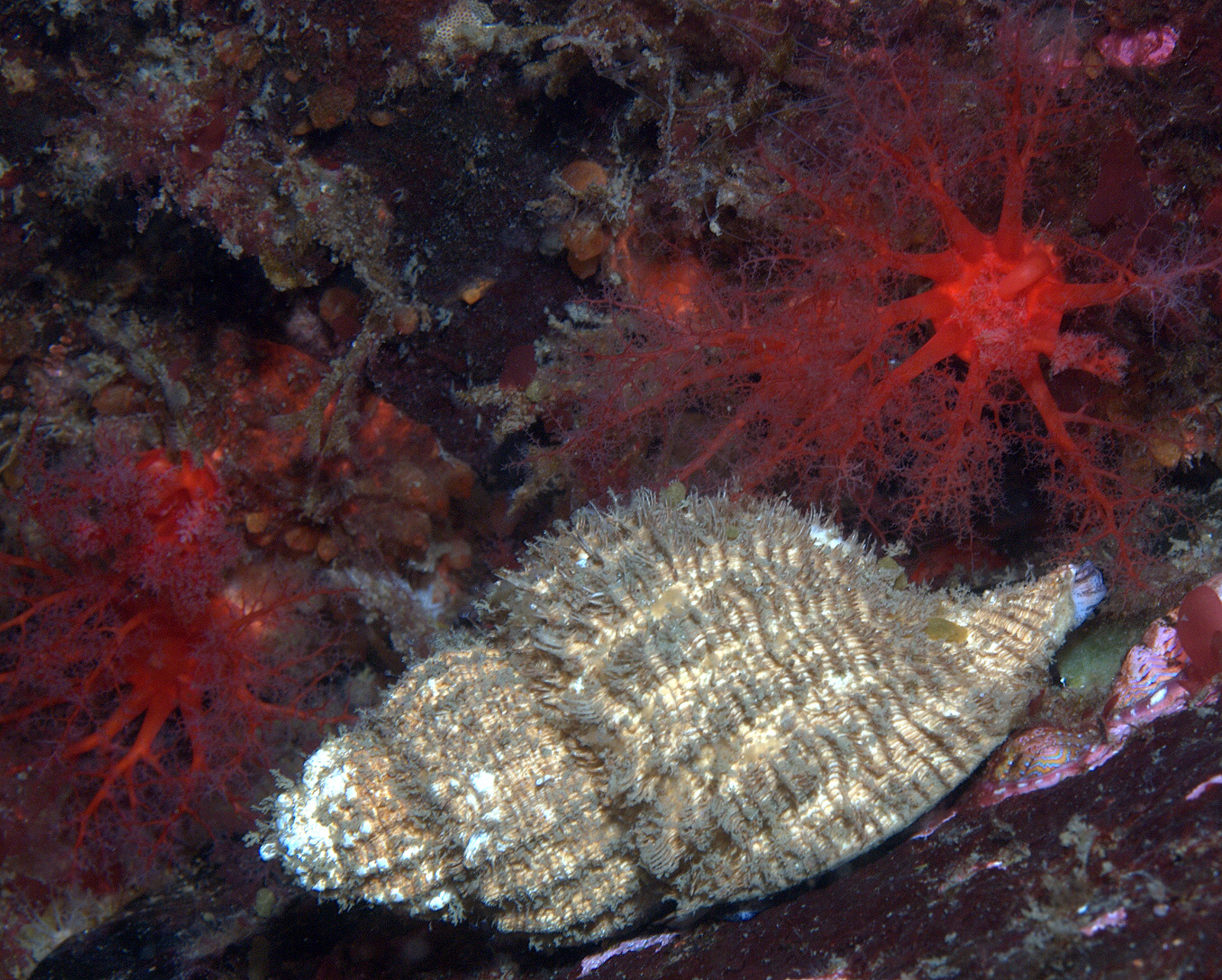
Fusitriton oregonensis

Die Fusitriton oregonensis wurde am 1. Oktober 1989 als Wahrzeichen des Bundesstaates Oregon festgelegt.

## Rhode Island

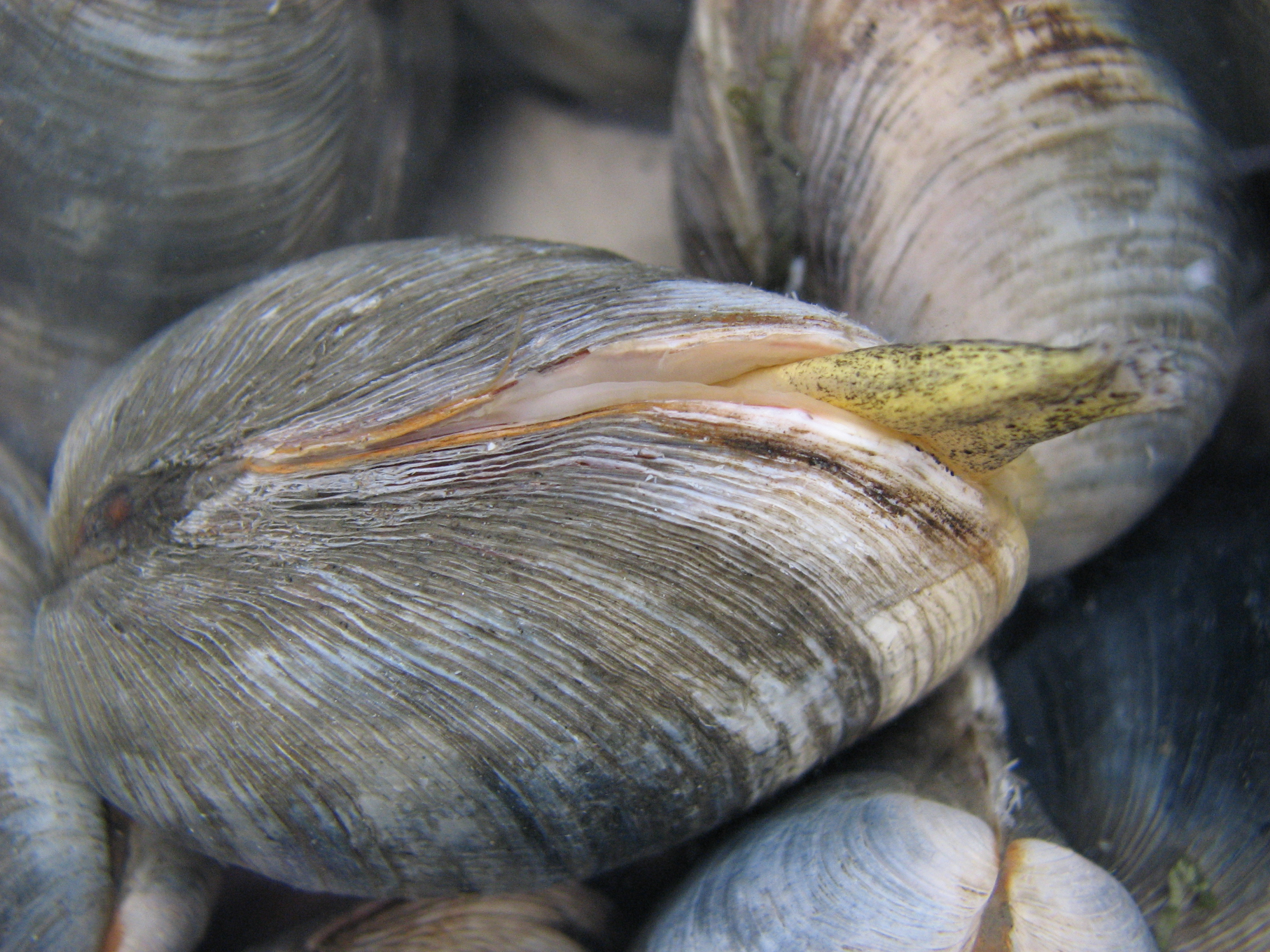
Mercenaria mercenaria

Die Nördliche Venusmuschel ist offizielles Wahrzeichen des US-Bundesstaates Rhode Island. Dies wurde am 30. Juni 1987 festgelegt. In der Verfassung von Rhode Island heißt es dazu:

„The shellfish, commonly known as the ‚quahaug‘ (mercenaria mercenaria), is hereby designated as the state shell for the state.“

## South Carolina

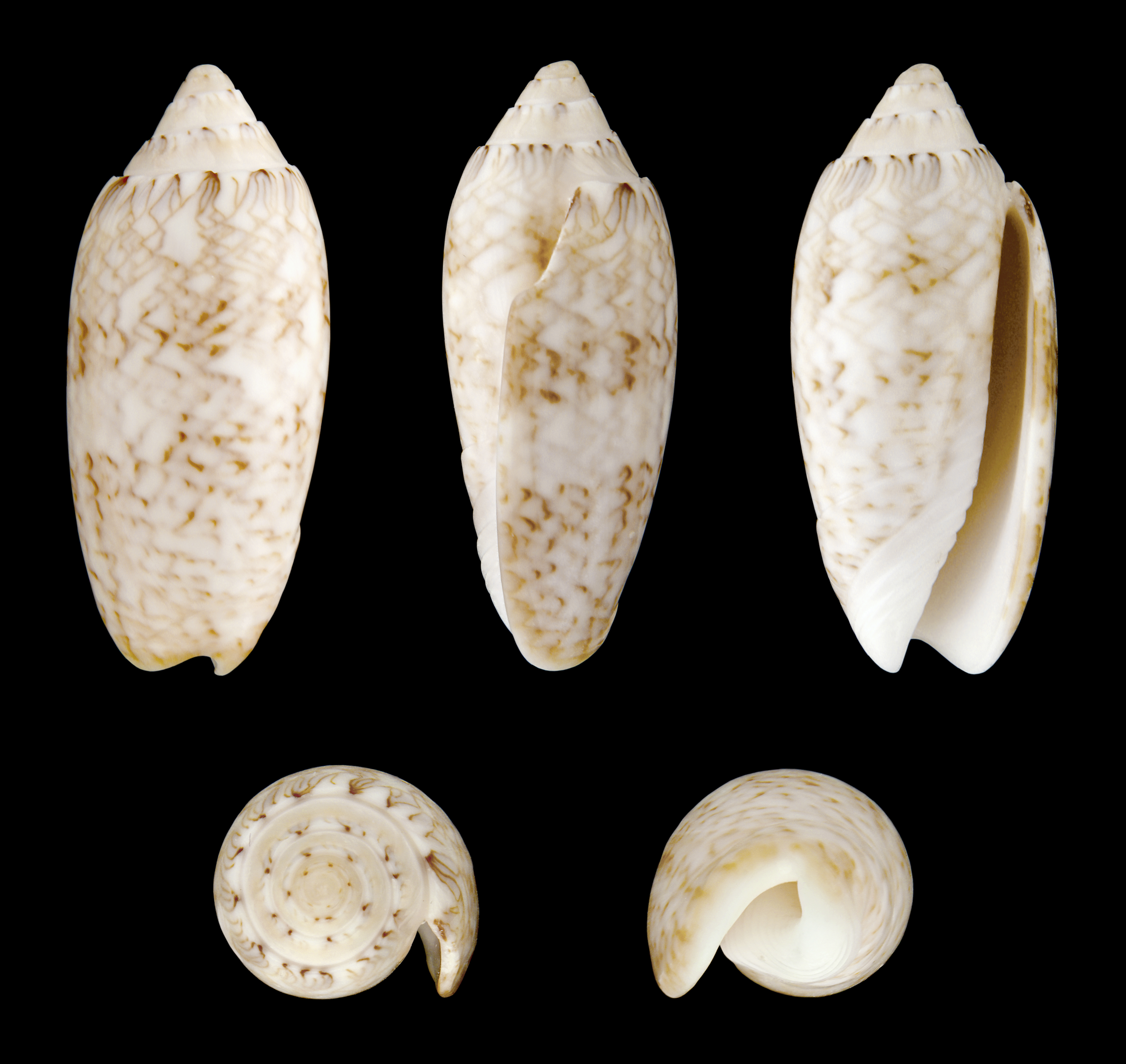
Oliva sayana

South Carolina hat als Staatsmuschel seit 1984 die Oliva sayana. Bei der Gesetzgebung begründete man diese Entscheidung damit, dass South Carolina die bekanntesten Küstengebiete für Erholung und Tourismus habe und dass diese Gebiete auch bei den Einwohnern populär werden. Weiter hieß es, dass die Muschel weit verbreitet an der Küste sei und das Finden der Muschel toll für Einwohner, Touristen und Muschelsammler sei. Schlussendlich sei die Muschel schließlich von einem South Caroliner (Edmund Ravenel of Charleston) benamt worden.

„The Lettered Olive, Oliva sayana, is the official shell of the State.“

## Texas

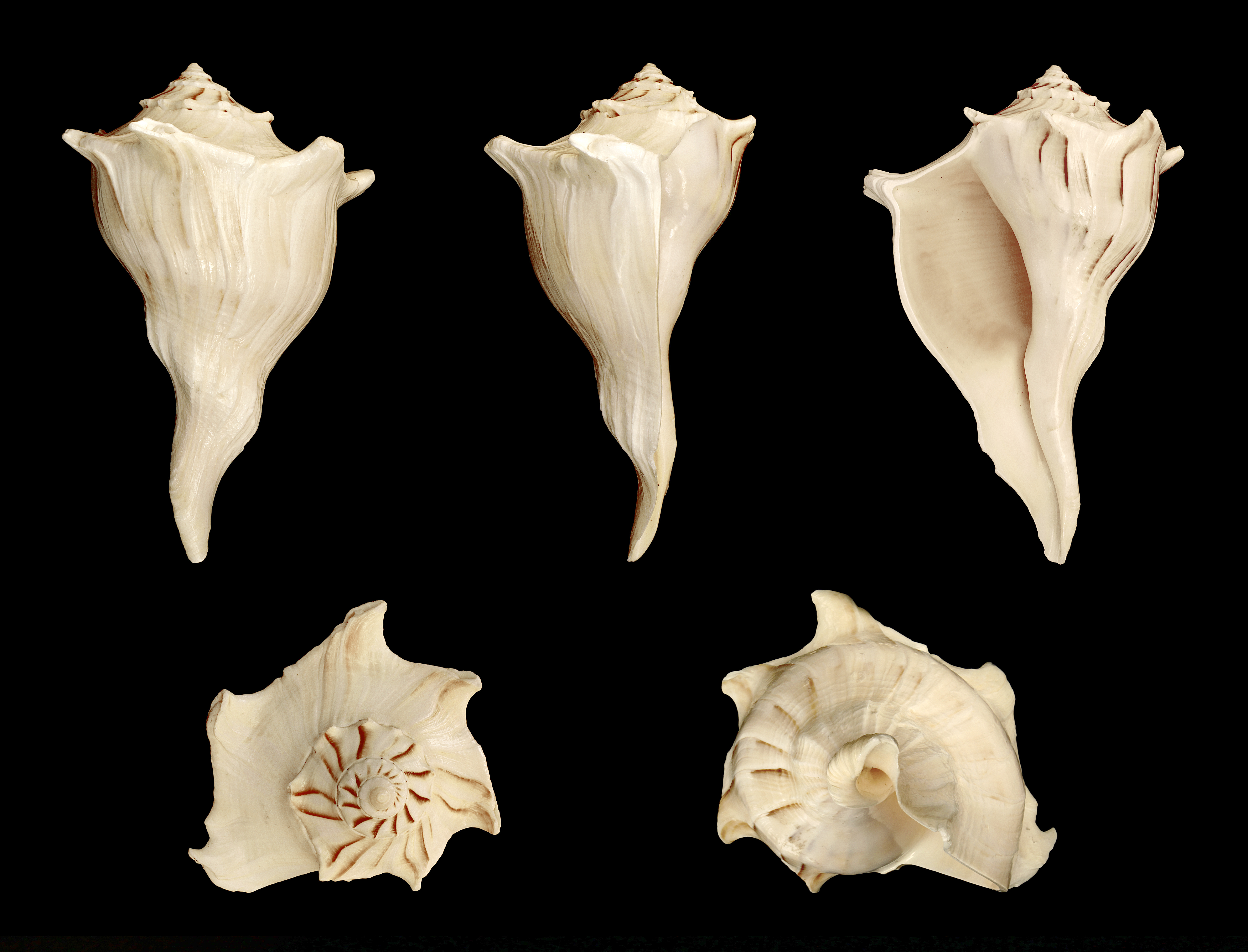
Busycon perversum pulleyi

Die Blitzschnecke (lateinisch Busycon perversum pulleyi) ist Texas Wahrzeichen. Am 14. April 1987 verabschiedete man das dazugehörige Gesetz, eingebracht von John Willy. Darin heißt es, dass man damit den schönen Stränden am Golf von Mexiko Anerkennung schenken wolle.

## Virginia

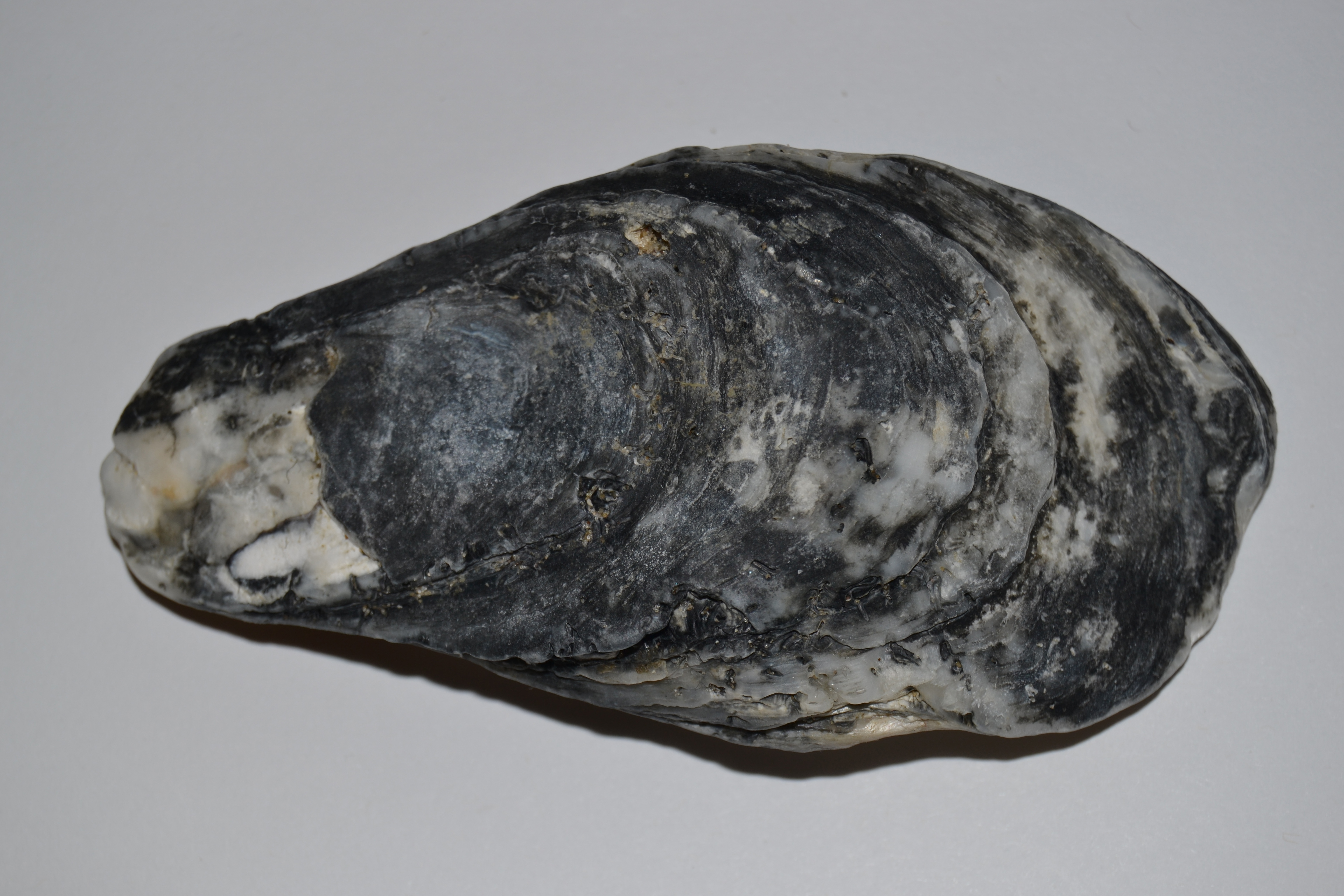
Crassostrea virginica

Auch Virginia, wie Connecticut und Mississippi, hat als Staatsmuschel die Amerikanische Auster. Als Gouverneur Mills E. Godwin Jr. das zugehörige Gesetz unterzeichnete brachten viele Kinder Amerikanische Austern zum Gouverneur. Die Idee, diese Muschel als Wahrzeichen zu verwenden, stammte von einer Schülergruppe. Im Bereich um Menchville ist auch ein hohes Austern Vorkommen zu finden.